# Granaticin
Granaticin ist ein Antibiotikum, dass von einer Gruppe von Streptomyceten z. B. Streptomyces olivaceus gebildet wird. Da es in der industriellen Herstellung zu aufwendig ist und starke Nebenwirkungen hat, wird es nicht als Arzneistoff eingesetzt.

## Chemische Eigenschaften
Granaticin kommt in verschiedenen Varianten vor. Es besteht aus sechs Ringen mit aromatischem oder aliphatischem Charakter mit alkoholischen und phenolischen Hydroxygruppen sowie Ketogruppen.
Es hat eine intensive Farbe, die abhängig vom pH-Wert ist. Bei saurem pH-Wert absorbiert es Licht am stärksten im Bereich von 300 und 500 nm und ist rot gefärbt. Bei basischem pH-Wert absorbiert es Licht am stärksten im Bereich von 300 und 600 nm und ist blau gefärbt.
Die reine Form bildet rote kubische Kristalle, deren Ähnlichkeiten mit Granat zur Namensbildung führten.

## Wirkungsweise
Granaticin wirkt gegen grampositive Bakterien durch eine Hemmung der Leucin Aminoacyl-tRNA-Synthetase. Dieses Enzym verbindet Leucin mit der entsprechenden tRNA und ermöglicht den Einbau von Leucin in bakterielle Proteine.
Da es sich um eine reversible kompetitive Hemmung handelt, kann die Wirkung durch eine hohe Leucin Konzentration abgeschwächt werden.

## Ökologische Bedeutung
Man geht davon aus, dass Granaticin, wie viele andere Antibiotika gebildet wird, um Konkurrenten zu schädigen. So reagieren andere Bodenbakterien wie z. B. Bacillus subtilis sehr empfindlich auf Granaticin. Die Bildung steht oft im zeitlichen Zusammenhang mit der Sporenbildung und hängt wahrscheinlich mit einer Knappheit an Nährstoffen zusammen.